# Zdeněk Trtík

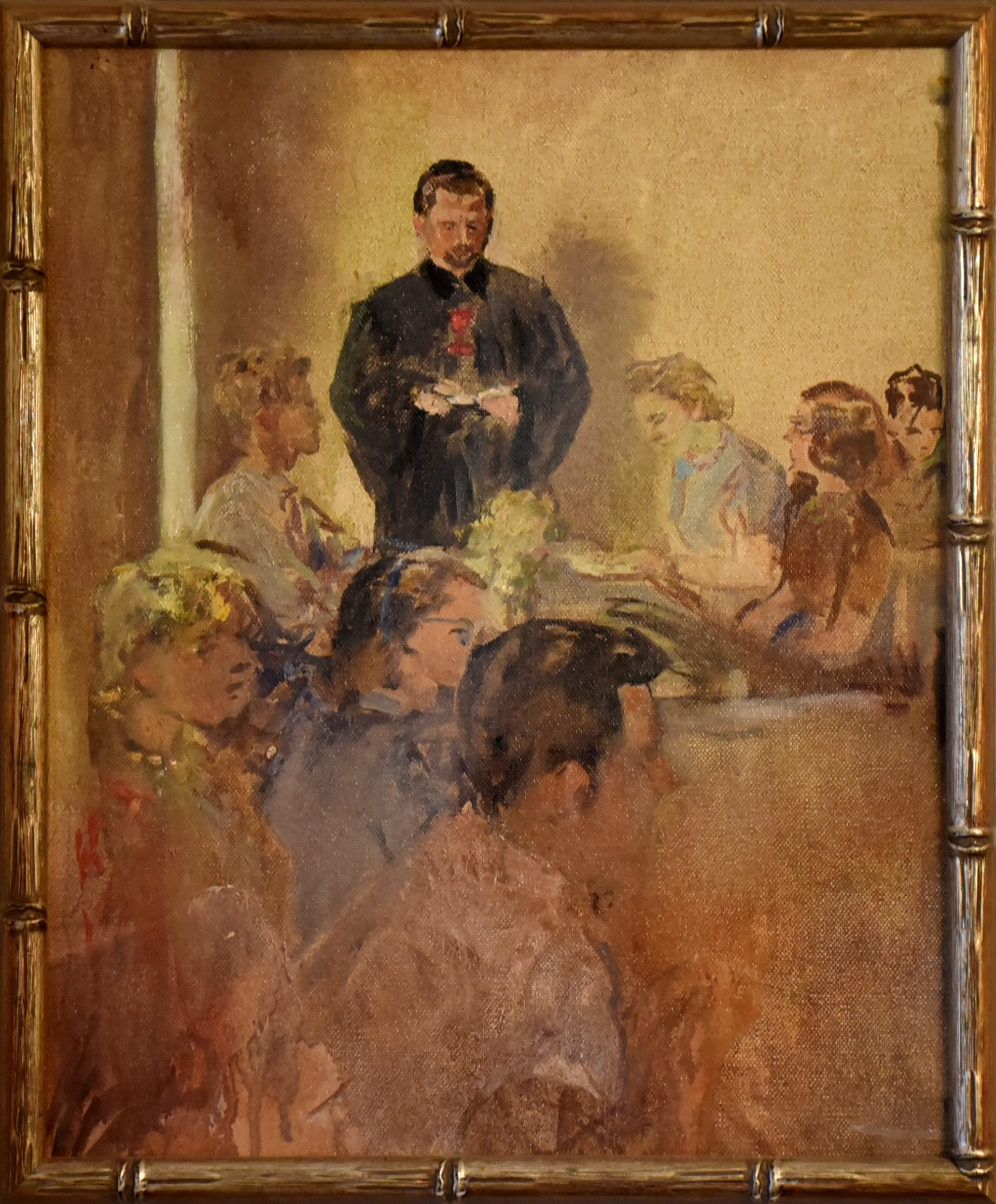
Zdeněk Trtík na obraze akad. malířky Emy Blažkové

Zdeněk Trtík (14. srpna 1914 Kyjov – 24. června 1983 Praha) byl český teolog, duchovní Církve československé husitské, filozof, překladatel z němčiny, publicista, editor, profesor a děkan Husovy československé bohoslovecké fakulty v Praze.

## Život
Po ukončení středoškolských studií na reálném gymnáziu v Kyjově (1933) studoval v letech 1933–1937 na Husově československé evangelické fakultě bohoslovecké (HČEFB), souběžně navštěvoval – jak bylo zvykem – některé přednášky na Filozofické fakultě Univerzity Karlovy. Roku 1937 vysvěcen na kněze CČS(H), v témže roce uzavřel sňatek s Jaromírou, roz. Polachovou (dvě děti Jaromíra, Zdeněk) a působil jako farář v náboženské obci Praha-Malá Strana (1937–1947).
Po skončení války na základě úspěšné obhajoby disertační práce Křesťanské učení o vykoupení dosáhl na HČEFB doktorátu teologie (1945). O rok později absolvoval studijní pobyt v Anglii (Cambridge, 1946), poté pracoval ve funkci přednosty I. odboru Úřadu biskupa-patriarchy CČS a v roce 1947 byl jmenován docentem na HČEFB pro obor systematická teologie (habilitační spis Vztah já-ty a křesťanství).
Na nově vzniklé Husově československé bohoslovecké fakultě (1950) byl ustanoven řádným profesorem a až do svého penzionování (1979) vedl katedru systematické teologie. V kritických letech 1954–1955 a 1966–1968 zastával funkci děkana. Po svém odchodu do důchodu působil ještě jako duchovní v náboženských obcích Praha-Nové Město (1980–1981) a Praha-Holešovice (1981–1983).
Jako jeden z nejvýraznějších a nejrespektovanějších představitelů druhé generace teologů CČS(H) zásadním způsobem ovlivnil její ideové směřování. Byl autorem dokumentu Základy víry CČSH, které následně přijal VI. řádný sněm církve v rámci prvního zasedání (1971) jako oficiální celocírkevní věroučnou normu.
Kromě své rozsáhlé badatelské, pedagogické, publicistické, překladatelské a domácí i zahraniční přednáškové činnosti významným způsobem přispěl svou autorskou i ediční činností k profilaci odborných periodik CČS(H). Již v letech 1950–1953 se podílel na vydávání dvouměsíčníku Náboženské revue CČS, v roce 1955 se stal výkonným, od roku 1968 vedoucím redaktorem. Po přejmenování NR CČS na Theologickou revui CČS(H) v této funkci setrval až do roku 1973.
V šedesátých letech minulého století patřil k výrazným tvářím CČS(H) v ekumenických dialozích nejen s představiteli křesťanských církví i mimokřesťanských náboženství, ale také se zástupci sekulární vědy. Byl originálně myslícím a literárně nadaným teologickým spisovatelem, současně také nejplodnějším autorem teologických studií své fakulty a církve.

## Dílo

### Knihy a skripta
- Křesťanské učení o vykoupení. Praha 1940
- Duch Kristův: podstata a norma křesťanství. Praha 1943
- Nástin klasifikace a metodologie: abstraktně-theologická studie. Praha 1944
- Církev českomoravská ve světle víry. Praha 1945
- Svoboda svědomí v církvi a theologii. Praha 1945
- Kristologie v duchu církve československé. Praha 1947
- Christology in the Spirit of the Czechoslovak Church. Praha 1947
- Cesta k Bohu (Úvahy nad učením CČS). Praha 1947
- Vztah já-ty a křesťanství (Význam osobnosti a osobních vztahů v křesťanství). Praha 1948
- L’Eglise Tchecoslovaque/Die Tschechoslowakische Kirche/The Czechoslovak Church (spolu s Aloisem Spisarem). Chaumont 1948
- Vyznání víry (spolu s Ottou Rutrlem). Praha 1949
- Výklad Desatera. Praha 1950
- Moderní theologie (Zápis přednášek). Praha 1951
- Svátosti. Pardubice 1951
- Theologické úvahy : I. (Studie a úvahy z let 1936-1950). Praha 1952
- Úvod do theologie. Díl 1. (Základ theologie ve zjevení). Praha 1952
- Vzhůru srdce / Výklad bohoslužby církve československé v duchu a v pravdě (spolu s Otto Rutrlem). Praha 1953
- Komentář k věrouce, dílu I. Praha 1954
- Komentář k věrouce, dílu II. Praha 1955
- Genetická symbolika. Praha 1955
- Hlavní systematicko-theologická themata bible. Praha 1957
- Dějinně-filosofické pozadí theologie. Praha 1958
- Komparativní symbolika. Praha 1962
- Úvod do theologie církve československé. Praha 1963
- Slovo víry. Praha 1963
- Život a víra ThDr. Karla Farského (spolu s Václavem Kadeřávkem). Praha 1982

### Sborníky
- Patriarcha Dr. K. Farský – novodobý hlasatel Ježíše Krista (ed. Otto Rutrle). Praha 1952
- Zpěvník Církve československé (Revize a úpravy textové části). Praha 1957 a řada dalších vydání
- Angažovaná theologie, in: Milan Salajka (ed.), Theologie angažované církve. Praha 1979

### Studie, eseje a články
- Vycházely v domácích i zahraničních časopisech, hlavně však v dvouměsíčníku Náboženská revue církve československé (později Theologická revue CČS/H/), jejímž byl dlouholetým výkonným i vedoucím redaktorem a kmenovým autorem; dále pak v týdeníku Český zápas a kalendáři Blahoslav.

### Monografie a sborníky o Zdeňku Trtíkovi
- Slovo víry Zdeňka Trtíka : sborník z kolokvia věnovaného českému teologovi a filosofovi prof. Dr. Zdeňku Trtíkovi. Praha 2003
- Milan Salajka: Křesťanská víra, církev a bohosloví / Teologická abeceda prof. Dr. Zdeňka Trtíka. Praha 2004
- Zdeněk Kučera, Daniel Toth, Jiří Vogel: Zdeněk Trtík: teolog Církve československé husitské. Hradec Králové – Praha 2005